# Haladás és Szabadság
A Haladás és Szabadság (grúzul: პროგრესი და თავისუფლება) egy politikai párt Grúziában. A pártot 2020 augusztusában alapították meg, majd ugyanebben az évben elindultak a választáson az Egységben az Erő koalíció részeként.
A választáson a párt mindkét elnöke elindult saját választókerületükben. Kaka Okriasvili 23 666 szavazatot (39,55%) kapott a 14. számú választókerületben, ahol a második helyen végzett. Cezar Csocellit a 11. számú többségi választókerületben jelölték, ahol 17 134 szavazatot (33,78%) kapott. Csocelli bejutott a választás második fordulójába, ennek ellenére megtagadta a részvételt, neve azonban mégis szerepelt a szavazólapon és 2076 (7,47%) szavazatot kapott. Okriasvili és Csocelli is megtagadta az összes ellenzéki jelölttel együtt a parlamentbe való bejutást a pártlistán (a meghamisított választásokra hivatkozva).

## Választási eredmények
| Választás | Szavazatok száma | Szavazatok aránya | Mandátumok száma | Mandátumok aránya | Parlamenti szerepe |
| --------- | ---------------- | ----------------- | ---------------- | ----------------- | ------------------ |
| 2020-as1  | 523 127          | 27,18%            | 36 (2)           | 1,33%             | ellenzék           |
| 2024-es2  | 211 216          | 10,17%            | 16 (1)           | 0,67%             | ellenzék           |

1: Az Egységben az Erő nevű koalíció részeként

2: Az Egység – Nemzeti Mozgalom nevű koalíció részeként